# Eugène-Anatole Demarçay
Eugène-Anatole Demarçay (n. 1 ianuarie 1852 – d. 5 martie 1903) a fost un chimist francez. A studiat cu Jean-Baptiste Dumas. În timpul unui experiment, o explozie i-a distrus un ochi.